# Masseris
Masseris (en Slovène, Mašera) est une frazione de la commune de Savogna di Cividale, située dans la province d'Udine, dans la région du Frioul-Vénétie Julienne.

## Géographie
Située dans la vallée du Natisone, région montagneuse des Alpes Juliennes, à une altitude de 760 m, Masseris ne se trouve qu'à quelques kilomètres de la frontière de la Slovénie.

## Population
Masseris tente de survivre à l'exode massif qui suivit la Seconde Guerre mondiale, de nombreux habitants étant alors partis chercher du travail vers les grandes villes, dans la plaine, et même jusqu'en Belgique, au Canada, en France et en Suisse.
Les noms de famille les plus répandus sont les suivants :
Cendou - Cucovaz - Cudrig - Feletig - Iuretig - Massera - Secli - Šlunder - Velicaz

## Langues
La dialecte parlé dans ce hameau est un dérivé du slovène qui est utilisé dans toute la vallée avoisinante (avec une touche d'allemand aussi).

## Habitations
Les habitations sont regroupées autour d'un noyau central. Sous le bourg, sont situés de nombreux petits greniers ou fenils et quelques « kosolec » (abris avec des colonnes de pierre et un plancher fait en treillis de bois).
On peut aussi voir un édifice traditionnel du XVIIIe siècle, un peu plus haut de la route communale.

## Tourisme
Le hameau est l'un des départs du sentier no 736 qui mène vers le sommet du Monte Matajur en environ 2h30.

## Personnalités
- x